# Oecomys trinitatis
Oecomys trinitatis, ook wel boomrijstrat genoemd, is een zoogdier uit de familie van de Cricetidae. De wetenschappelijke naam van de soort werd voor het eerst geldig gepubliceerd door J.A. Allen & Chapman in 1893.
Oecomys trinitatis heeft een kop-romplengte van 11 tot 16 cm, een staartlengte van 12 tot 18 cm en een gewicht van 50 tot 82 gram. De soort leeft in regenwouden van zeeniveau tot 1.500 meter hoogte van het noordoosten van Costa Rica en het zuidwesten van Panama tot Peru en zuidelijk Brazilië.